# Istad Damanhur ar-rijadi
Istad Damanhur ar-rijadi (arab. إستاد دمنهور الرياضي; ang. Damanhour Stadium) – wielofunkcyjny stadion w Damanhurze, w Egipcie. Może pomieścić 8000 widzów. Swoje spotkania rozgrywają na nim piłkarze klubu Alab Damanhur. Obiekt był jedną z aren Pucharu Narodów Afryki 1974.